# Goede Herderkerk (Budel)
De Goede Herderkerk was een rooms-katholieke kerk in Budel.
De kerk werd in 1964-1966 gebouwd, toen de gemeente Budel een sterke groei kende. Architect A. van Merendonk ontwierp een rechthoekige zaalkerk met kleine ramen. Wegens geldgebrek werd geen klokkentoren bijgebouwd. De kerk bezat lange beukenhouten banken, een klein stenen doopvont met gouden deksel, een granieten wijwatersbak en kruiswegstaties. Het kleine orgel werd voor de sluiting uit de kerk verwijderd.
Wegens teruglopend kerkbezoek moest de Goede Herderkerk in 2004 worden gesloten. Het gebouw werd in 2012 afgebroken.